# Tonnara di Favignana

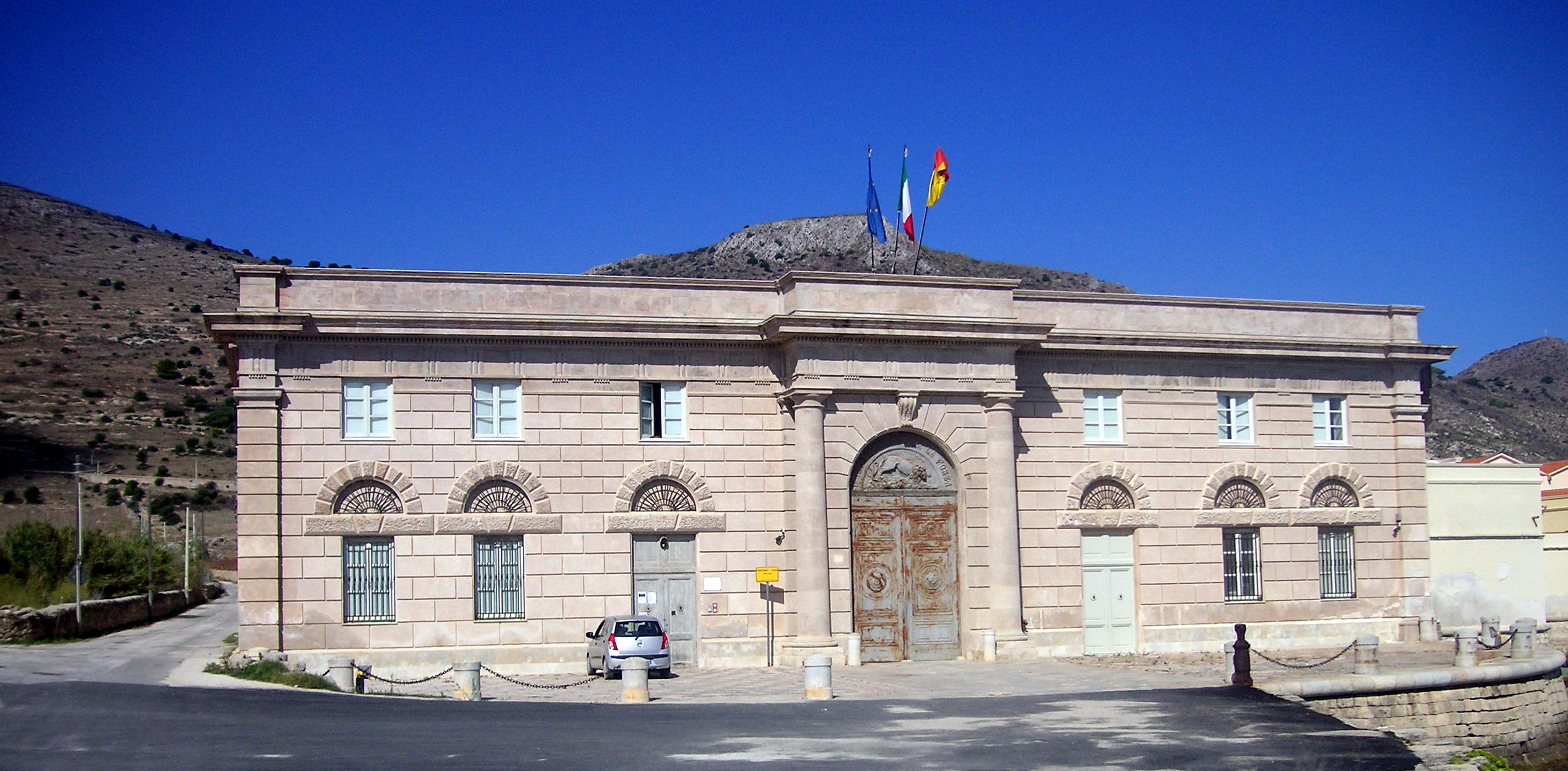
L'ingresso principale dello stabilimento

La Tonnara di Favignana, ufficialmente denominata Ex Stabilimento Florio delle tonnare di Favignana e Formica, è un'antica tonnara, con annesso stabilimento per la conservazione del pescato, sita a Favignana nelle isole Egadi.
Con i suoi 32.000 metri quadri, di cui 3/4 coperti, è una delle più grandi tonnare del Mediterraneo.

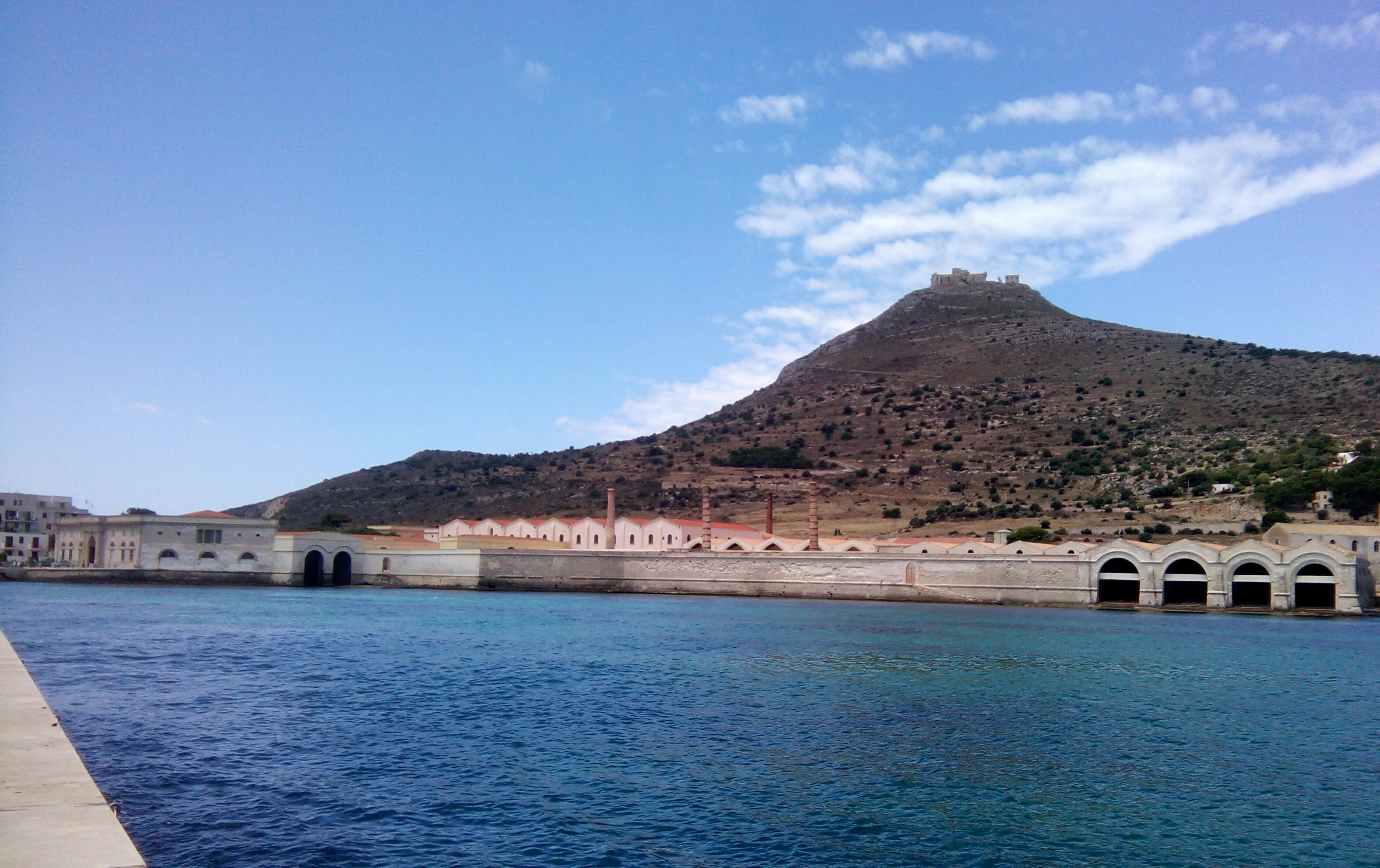
Ex Stabilimento Florio delle Tonnare di Favignana e Formica

## Storia
La famiglia Florio nel 1841 prese in affitto la tonnara per la mattanza dalla famiglia Pallavicini di Genova. Acquistate le isole di Favignana e Formica e acquisiti i diritti di pesca nel 1874, ad opera di Ignazio Florio che chiamò l'architetto Giuseppe Damiani Almeyda e ampliò e ristrutturò la tonnara, costruendo lo stabilimento per la conservazione del tonno. Il primo del suo genere ed è qui che fu inventato il rivoluzionario metodo della conservazione del tonno sott'olio dopo la bollitura e inscatolamento.

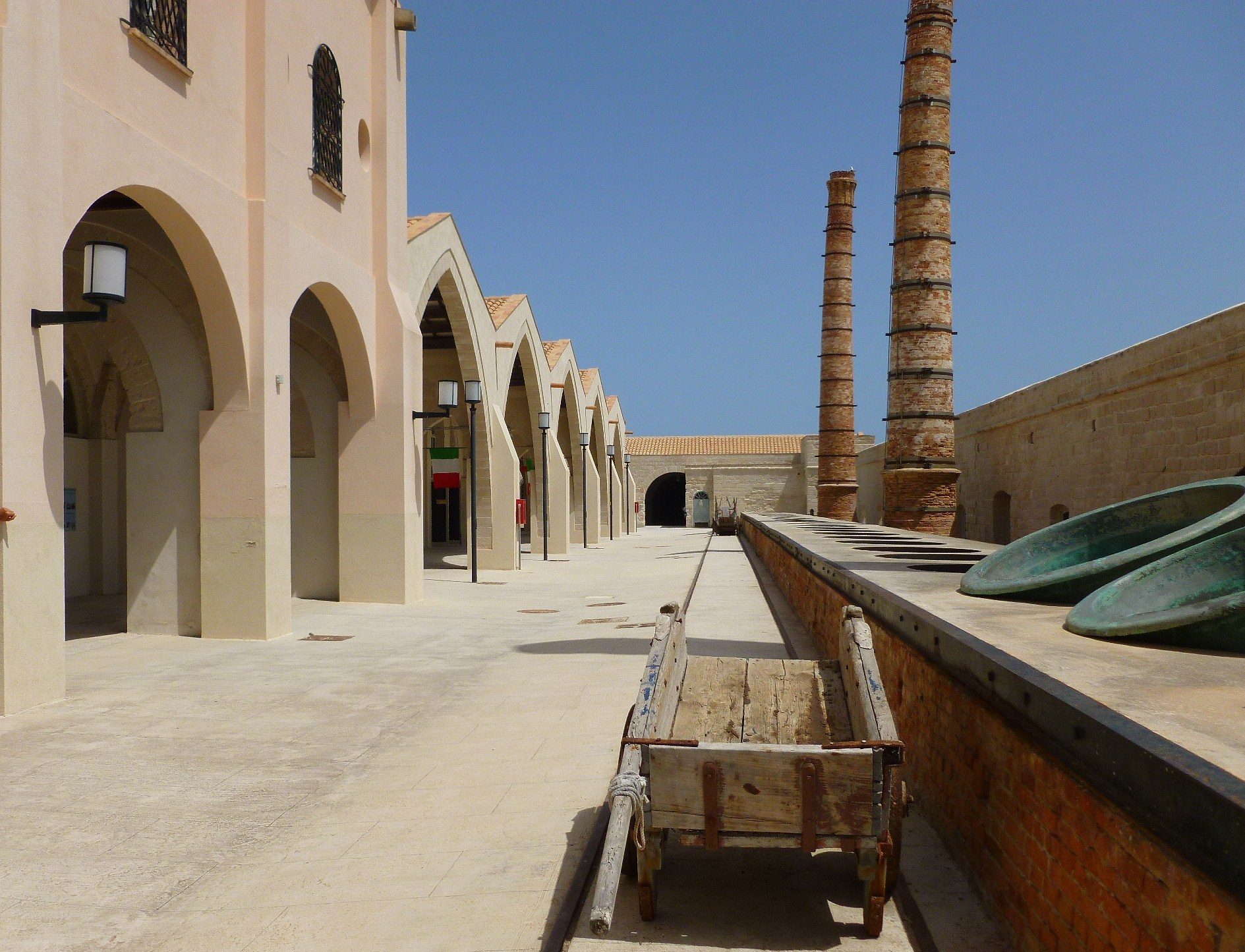
Interno della tonnara, sulla destra le caldaie per la bollitura del tonno

Il tonno tagliato a pezzi veniva cotto in 24 grandi caldaie, ancor oggi visibili, e successivamente messo ad asciugare. In un altro ampio locale si effettuava la lavorazione delle latte, mediante utilizzo di macchine e saldatrici. All'Esposizione nazionale del 1891-1892 la Florio presentò anche innovative scatolette in latta con apertura a chiave. Gli sforzi e le risorse spese per la costruzione dello stabilimento ed il successivo rinnovato impulso alla pesca ed alla commercializzazione del tonno rosso, sui principali mercati nazionali e stranieri, furono ampiamente ripagati dal successo, sia in termini di immagine che di profitto.
Anche quando, nei primi decenni del ‘900, quello che era stato il più importante gruppo industriale e finanziario siciliano fallì, lo Stabilimento Florio, rimase pienamente produttivo passando, nei primi anni trenta, prima tra le aziende di proprietà dell'IRI, e nel 1938 nelle mani degli imprenditori genovesi Parodi (Giovan Battista e Vittorio) che proseguirono l'attività, che ancor oggi gestiscono il marchio Tonnare Florio.

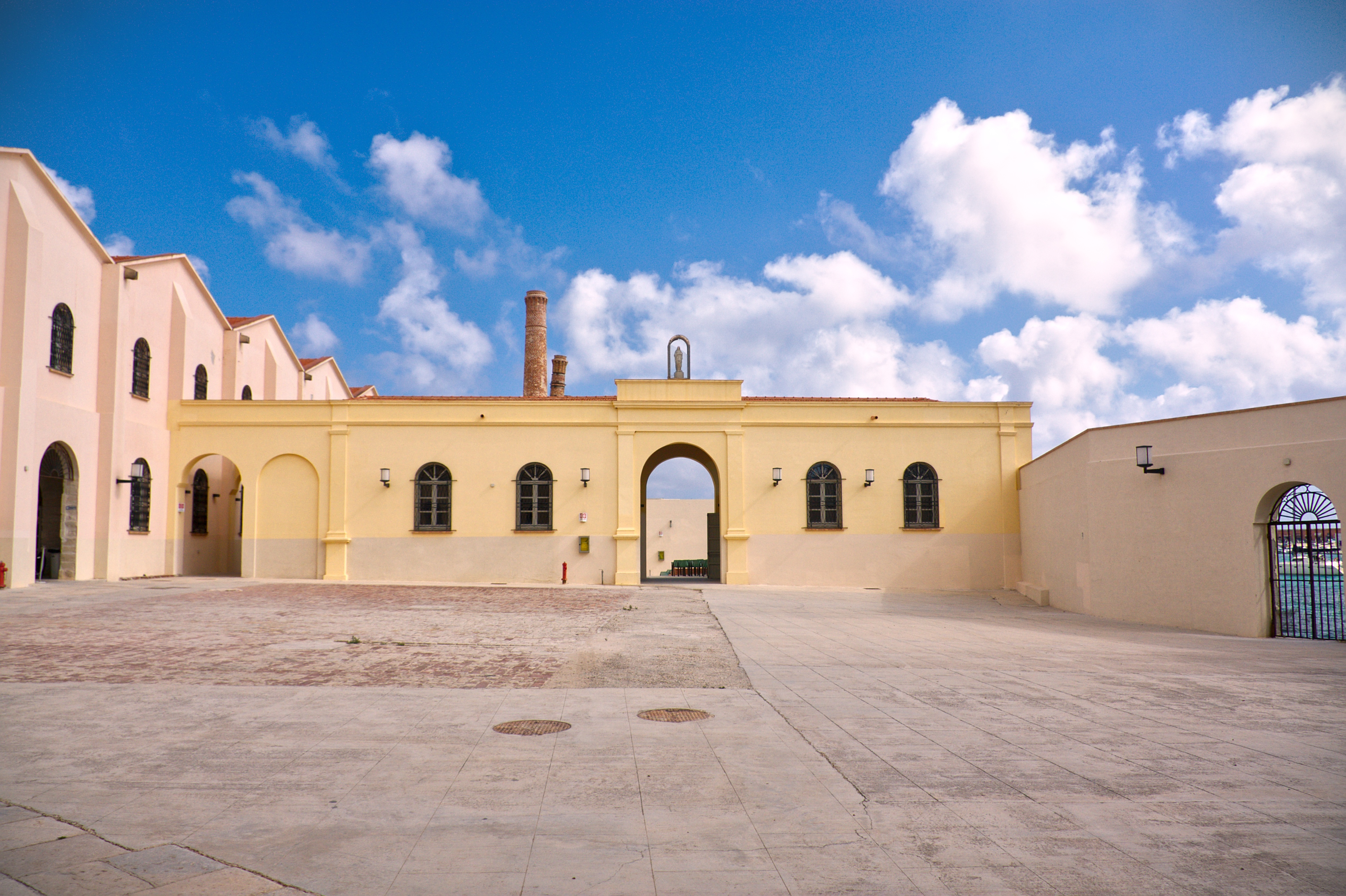
Cortile interno dello stabilimento

Nel 1985 la gestione dell'attività fu affidata all'imprenditore trapanese Nino Castiglione, proprietario di un'industria conserviera e che già gestiva la tonnara San Cusumano,  il marchio Florio tornerà grazie ai suoi eredi che crearono una linea in onore della storica famiglia, con preziose scatolette su cui appare ancora una volta il Leone dei Florio. Nel 1991 lo stabilimento fu acquisito dalla Regione Siciliana. I lavori, avviati dai tecnici della Soprintendenza per i Beni Culturali ed Ambientali di Trapani, si sono conclusi nel 2010, facendone uno splendido esempio di archeologia industriale.
Nel giugno 2023 è stata inaugurata la Biblioteca del Tonno e delle Tonnare all'interno dell'ex stabilimento: i volumi abbracciano i vari temi legati al tonno, al mare, alle tradizioni culinarie e alla storia dei Florio e delle tonnare siciliane.
All'interno dello stabilimento, nell'ex spogliatoio donne, in una sala dedicata è presente una mostra fotografica permanente, con i reportage sulla mattanza dei fotografi, Ferdinando Scianna,  Sebastião Salgado, René Burri e Leonard Freed. In un'altra sala la mostra fotografica permanente di Herbert List, curato dall'Unità Valorizzazione Patrimonio Culturale

## L'Antiquarium
Al suo interno uno spazio è destinato a museo, con sale multimediali, testimonianze video legate alla mattanza e alla tonnara, e inoltre filmati storici concessi dall'Istituto Luce.
 L'ingresso è solo in gruppi guidati a pagamento. È presente inoltre un'"antiquarium" con reperti archeologici ritrovati nell'arcipelago, tra cui alcuni rostri della battaglia delle Egadi.

## Voci correlate

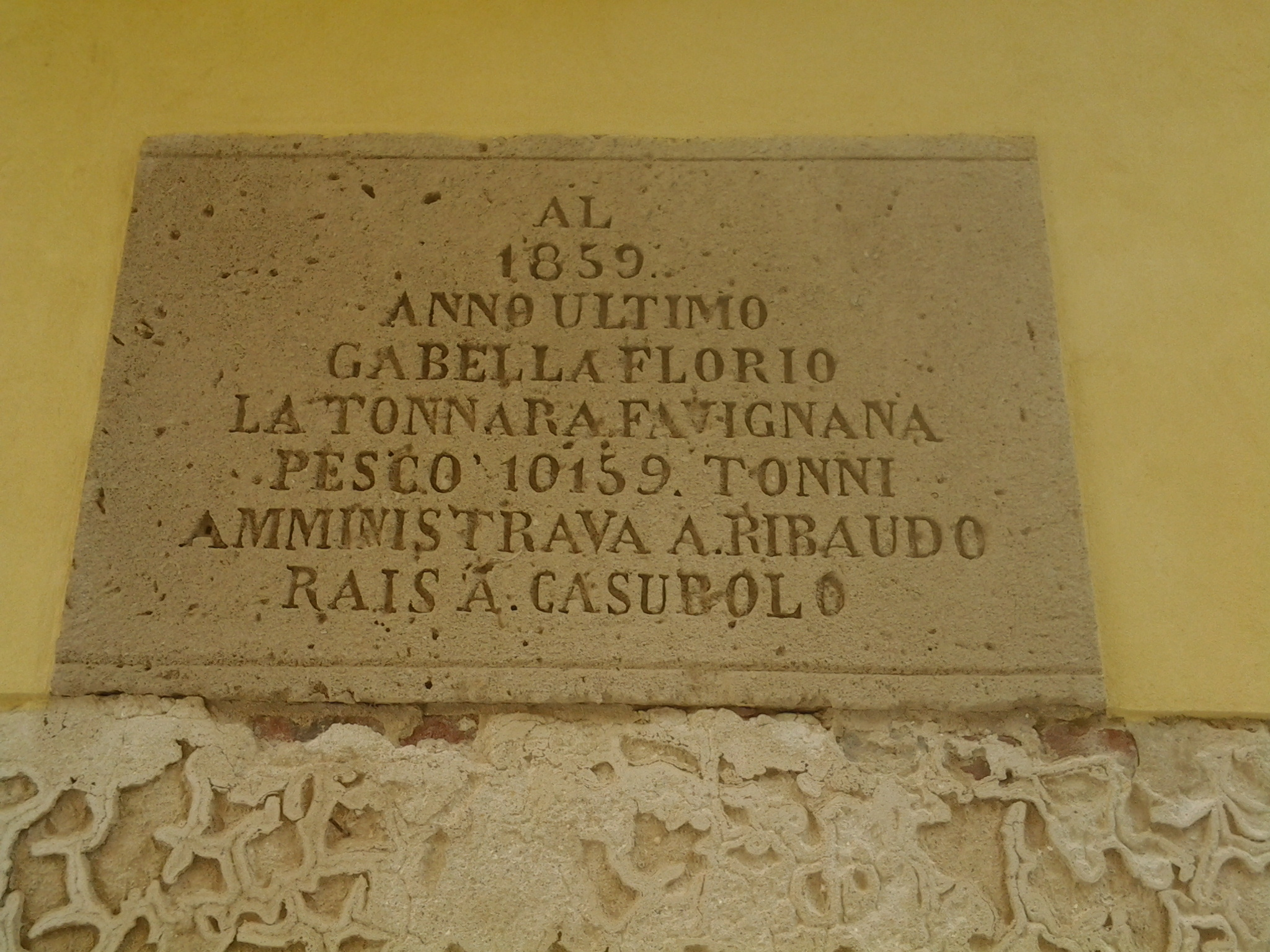
Ex Stabilimento Florio delle Tonnare di Favignana e Formica

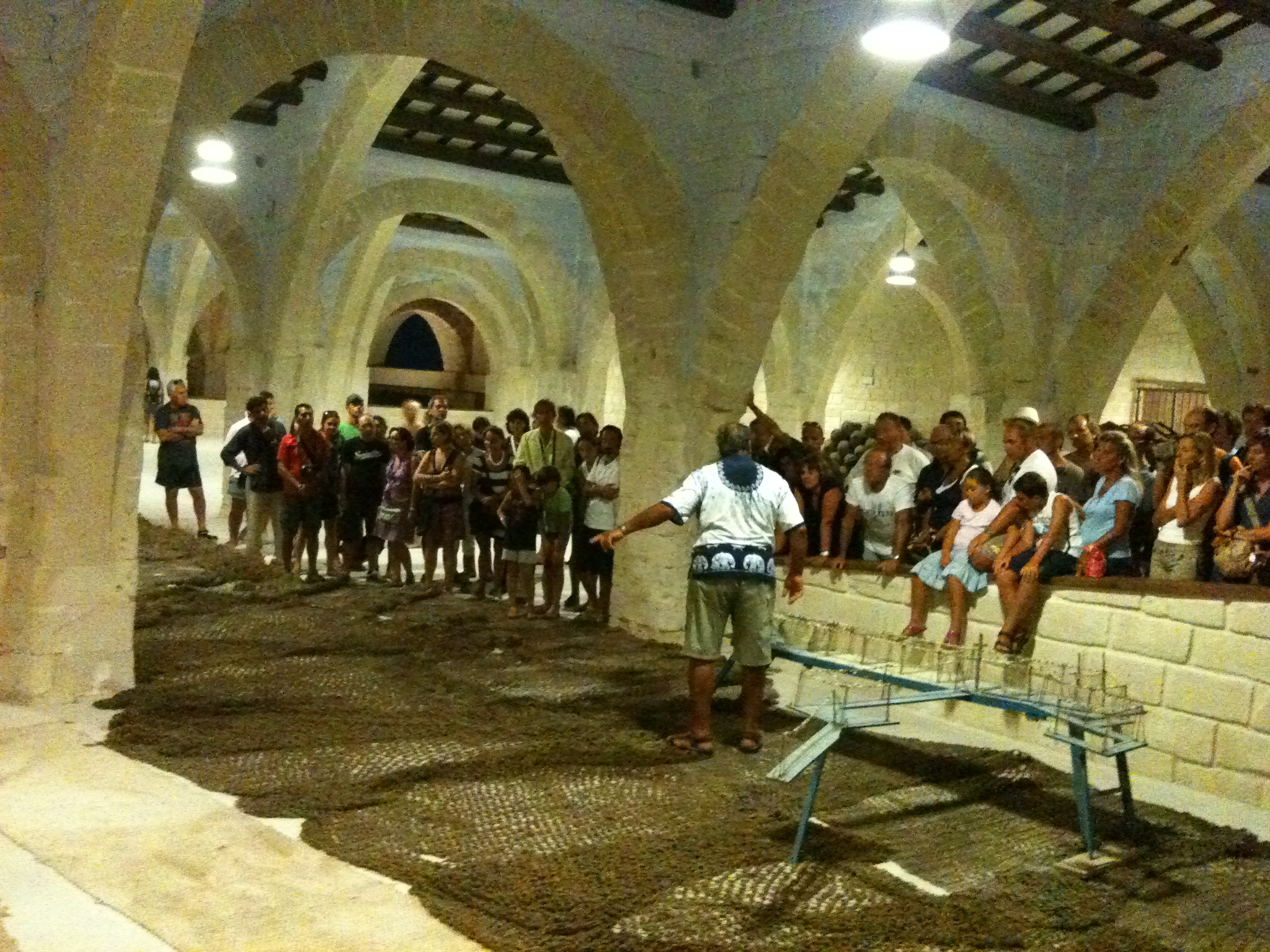
Ex Stabilimento Florio delle Tonnare di Favignana e Formica

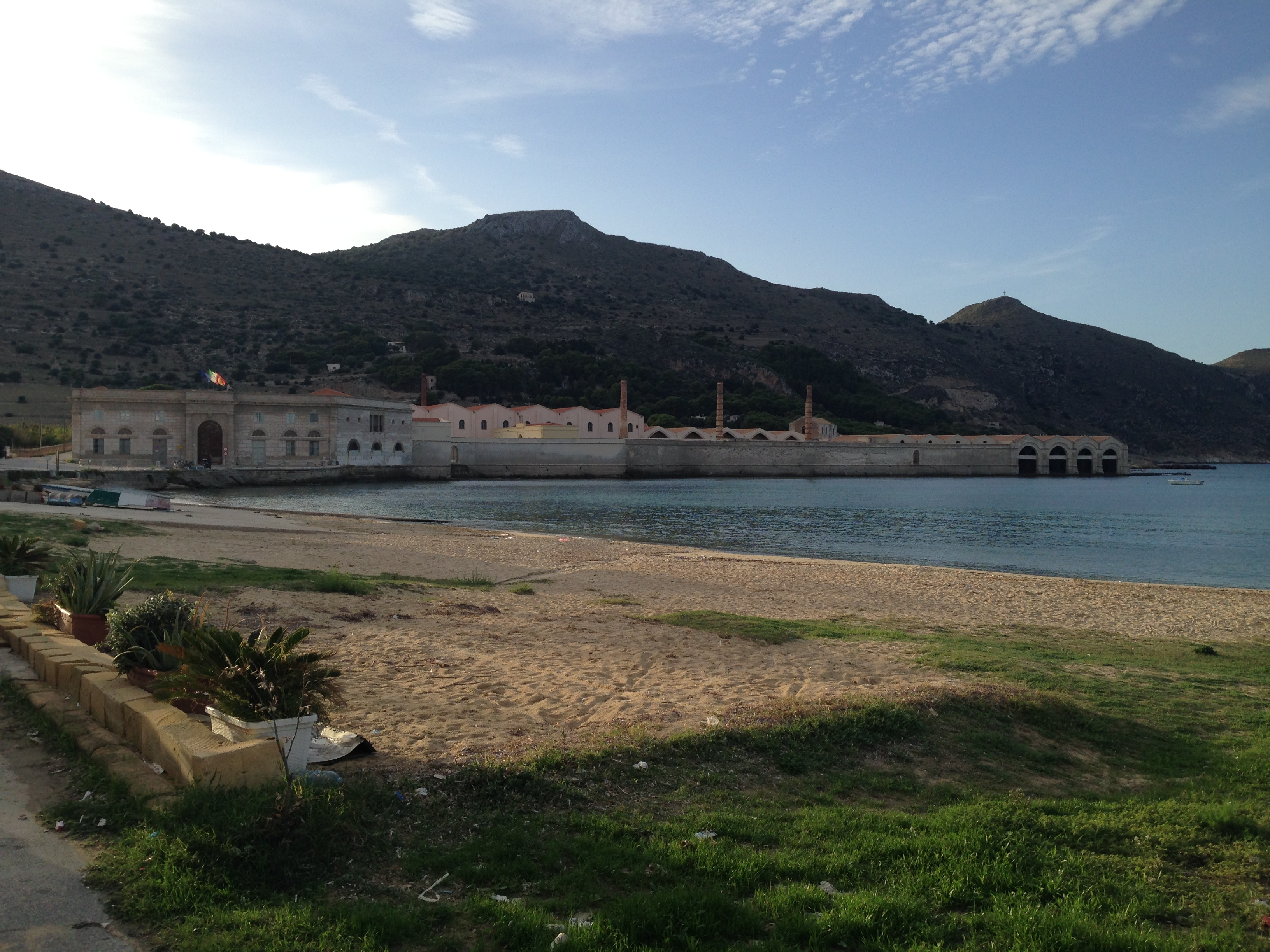
Ex Stabilimento Florio delle Tonnare di Favignana e Formica